# Paul Cavanagh
Paul Cavanagh, angleški filmski in gledališki igralec, * 8. december 1888, Chislehurst, Anglija, † 15. marec 1964, London, Anglija.
Rodil se je v Chislehurstu, Anglija. Po končani srednji šoli se je vpisal na Univerzo Cambridge, kjer je dokončal študij prava. Zatem se je preselil v Kanado in se pridružil tamkajšnji konjeniški policiji (Royal Canadian Mounted Police). Ob izbruhu prve svetovne vojne se je javil na vojaško dolžnost in odšel na evropsko bojišče. Po vojni je prišel nazaj v Kanado, a se nato vrnil v domovino, kjer se je preživljal kot odvetnik.
Po nizu nesrečnih dogodkov je leta 1924 ostal brez vsega premoženja in se v luči razmer odločil, da se preizkusi kot igralec. Sprva je nastopal na gledališkem odru, a le-tega kmalu zamenjal za vloge na filmskem platnu. Skupaj je med letoma 1928 in 1959 zaigral v več kot 100 filmih.
Leta 1964 je v Londonu umrl za akutnim miokardnim infarktom. Pokopali so ga na pokopališču Lorraine Cemetery Park v Baltimoru, Maryland, ZDA.

## Izbrana filmografija
- Grumpy (1930)
- The Squaw Man (1931)
- The Kennel Murder Case (1933)
- Tonight Is Ours (1933)
- Tarzan and His Mate (1934)
- A Romance in Flanders (1937)
- Maisie Was a Lady (1941)
- Shadows on the Stairs (1941)
- Adventure in Iraq (1943)
- Škrlatni krempelj (1944)
- Sherlock Holmes in hiša strahu (1945)
- Dama v zelenem (1945)
- Humoresque (1946)
- Gospa Bovary (1949)
- Rogues of Sherwood Forest (1950)
- The Strange Door (1951)
- Hiša voščenih figur (1953)
- Port Sinister (1953)
- Jungle Jim (1955–1956, devet televizijskih epizod v vlogi komisarja Morrisona)
- The Four Skulls of Jonathan Drake (1959)